# F-1ロケットエンジン

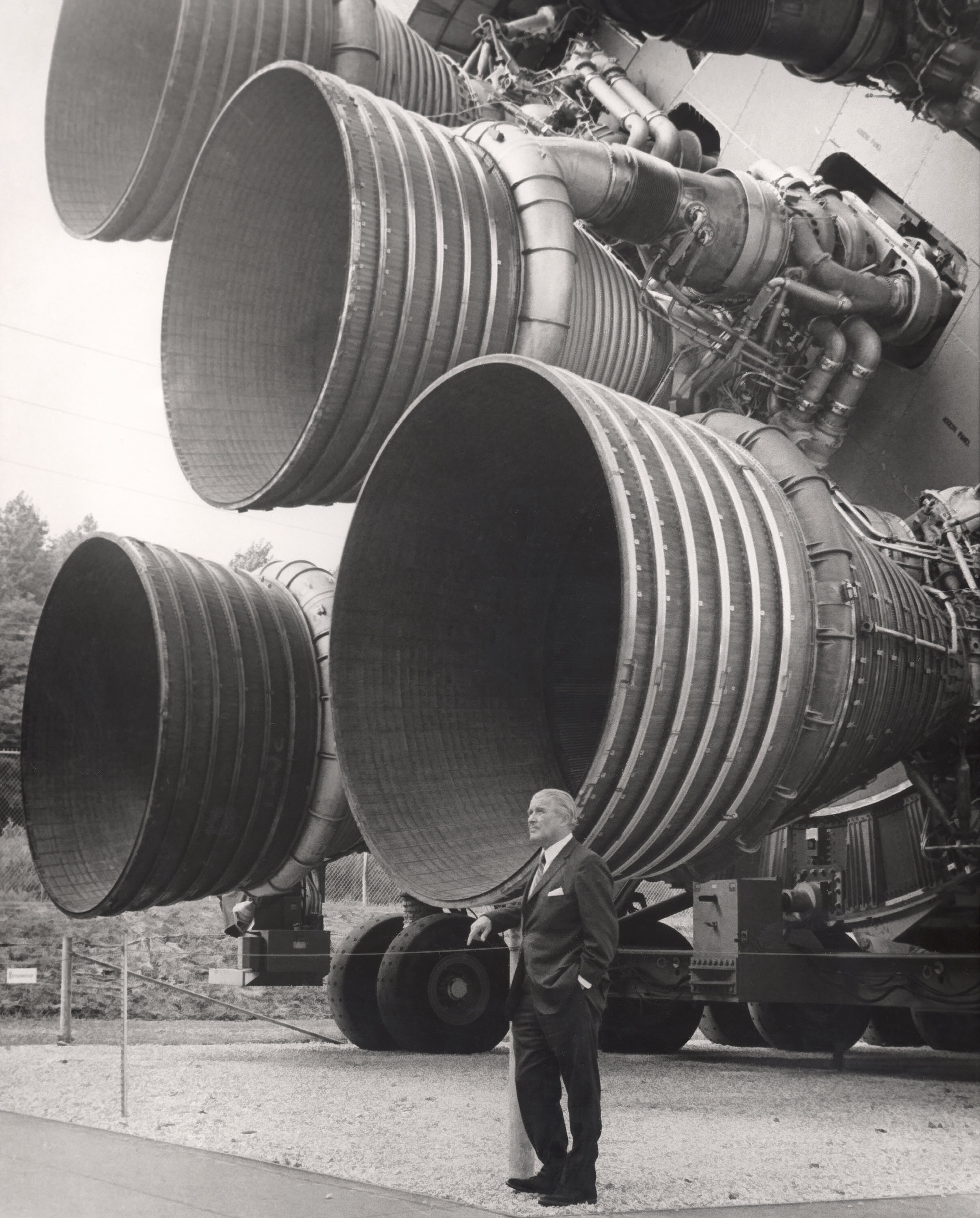
サターンVロケットのF-1ロケットエンジン

F-1ロケットエンジンは、アメリカ合衆国のロケットダイン社が開発した大型ロケットエンジンである。アポロ計画のサターンVで使用され、F-1はその第一段ロケットS-IC に5基搭載されていた。F-1は現在でも燃焼室が1基の液体燃料ロケットエンジンとしては最も強力である。

## 開発の経緯

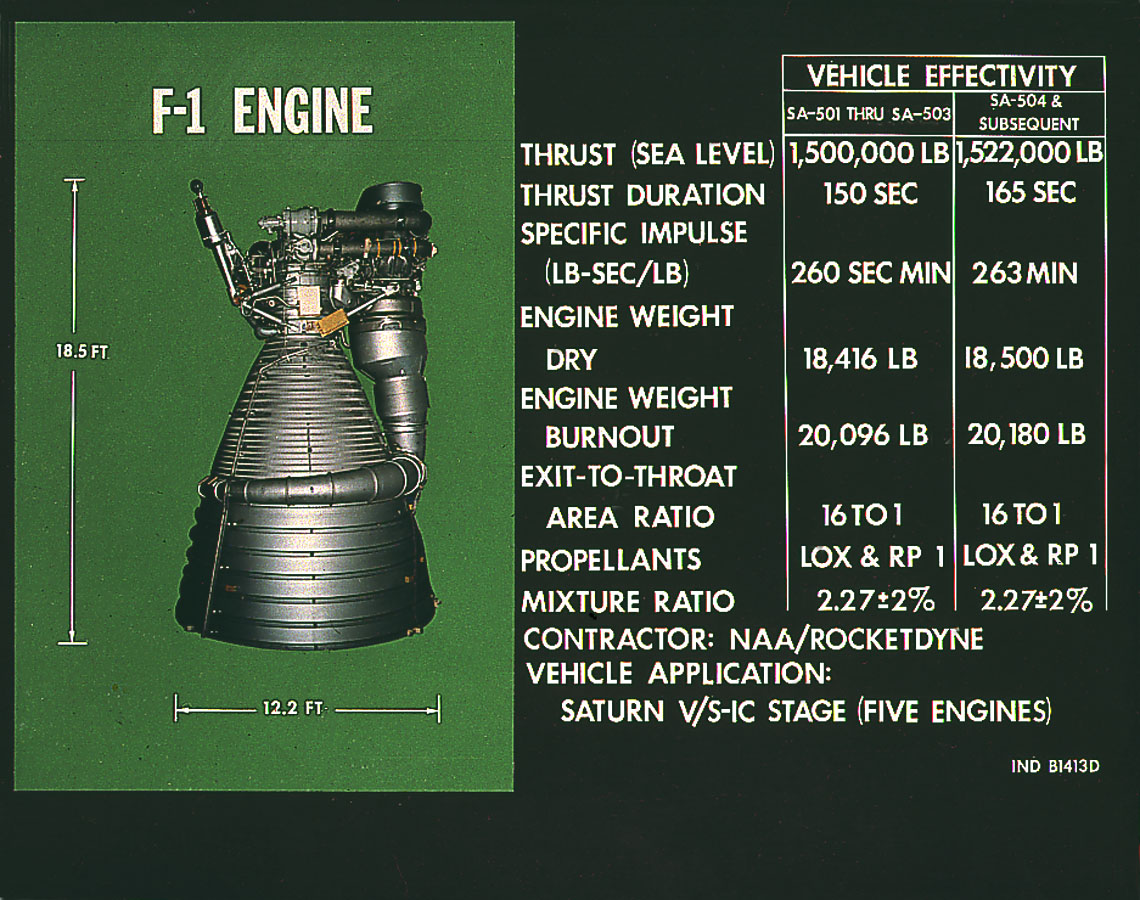
F-1ロケットエンジン詳細

F-1の開発は、元々は1955年にアメリカ空軍から出された、巨大ロケットエンジン開発に関する要求に応えるためのものとして出発した。計画段階ではF-1の他にE-1というロケットエンジンも研究されていて、燃焼試験では良好な成績を示していたのだが、より強力なF-1が実現したため開発が中止された。空軍は、F-1はあまりにも巨大すぎて使い道がないとして途中で計画を打ち切ったが、新設された組織NASAが、その強大な推力の利用可能性を評価し、開発を完了させるようロケットダイン社と新たに契約した。1957年初頭には部品の一部を使用した最初の燃焼試験が行なわれ、1959年3月には初めて完成型での試験が行なわれた。
7年間にわたる開発期間中には、燃焼の不安定性に起因する問題が何度も起こり、それはしばしば大事故にまで発展した。これらの問題は予想もしなかった時に突然発生するため、最初のうちは対策は遅々として進まなかった。4 kHzの振動と24 kHzの高調波が確認された。技術者たちは最後の手段として、稼働中の燃焼室の中で小さな爆発（彼らは『爆弾』と呼び、RDX、C4または黒色火薬が使用された）を発生させる手法を編み出した。これにより圧力変化に対し、運転中のチャンバーの挙動と振動の無効化が正確に決められる事となった。また、不規則な燃焼に対応するための様々な形式の同心円状のインジェクター（燃料噴射機）を試験することが可能になった。これらの問題に1959年から1961年にかけて取り組んだ結果、最終的にエンジンの燃焼はきわめて安定するようになり、人為的に不安定を誘導した場合でも1/10秒以内で減衰するようになった。

## 設計

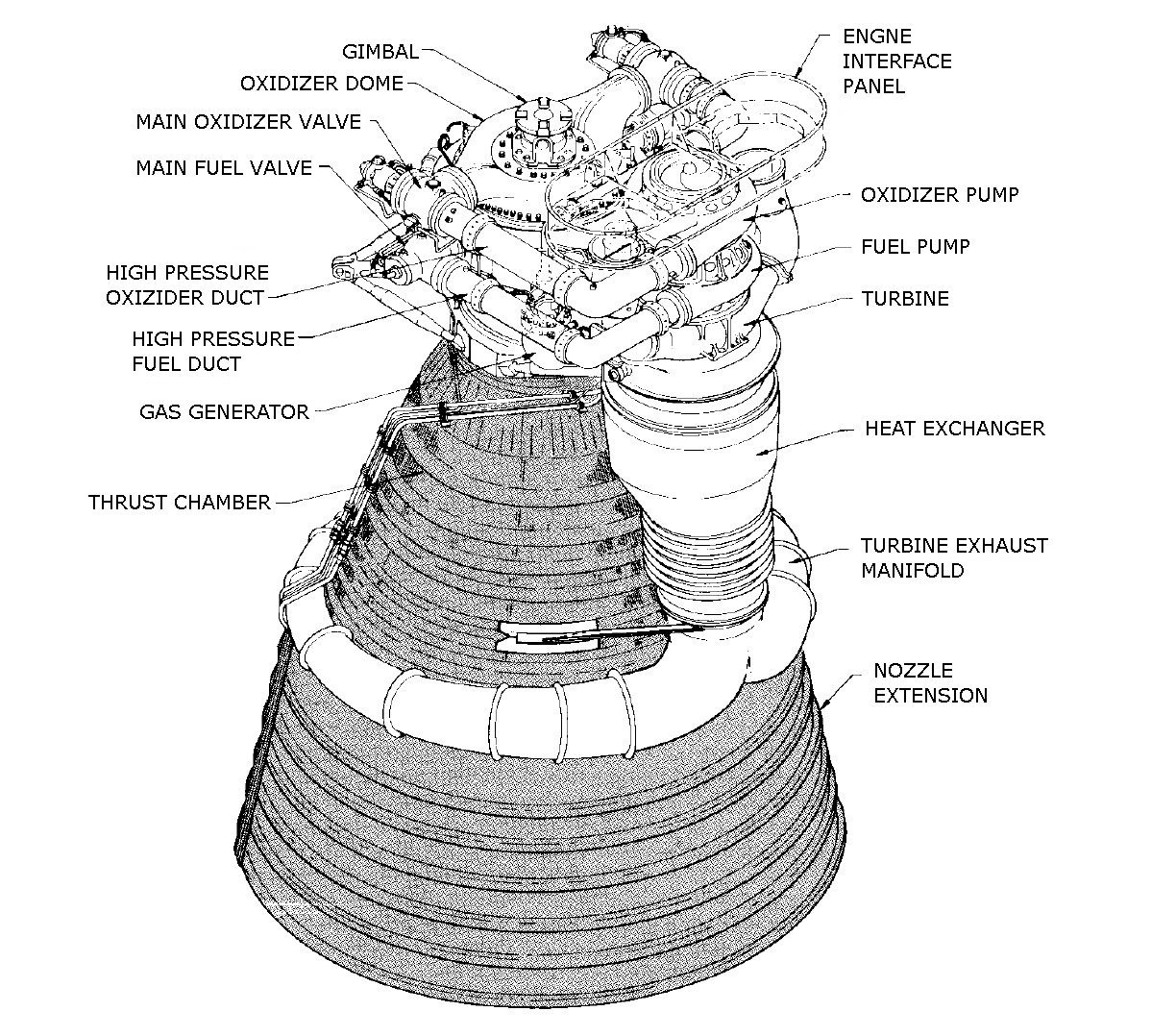
F-1ロケットエンジン図解

F-1は、それまでに実用化された液体燃料ロケットの中では、単体としては最も強力なものであった（F-1よりもさらに強力なM-1ロケットエンジンも計画され、燃焼試験まで行なわれたこともあったが、実現されなかった）。後にソビエトで開発されたより強力なRD-170は4基の燃焼室とノズルを束ねたものだった。
F-1はRP-1(ケロシン)を燃料にし、酸化剤には液体酸素を用いる。燃料と酸化剤を燃焼室に送るためにターボポンプが使用された。エンジンの心臓部は燃焼室で燃料と酸化剤を混合して燃焼する事で推力を生み出す。ドーム状の燃焼室の頂上部には、推力をロケット本体に伝え、飛行を制御するためのジンバル（首振り）機構が設置されている。そのすぐ下には、マニホールドがあり、燃料と酸化剤を霧状にして燃焼室に噴射するためのインジェクターがある。燃料はインジェクターに分割されたマニホールドから供給される。燃焼室の壁の中には178本の細いチューブが埋め込まれていて、ロケットのノズルの上半分くらいまであり、燃料の一部をその中に通す再生冷却によって燃焼室を冷却している。
ガスジェネレーターサイクルでは燃料と酸化剤を送るポンプの駆動にタービンが用いられる。燃料と酸化剤のポンプは分離されていてそれぞれ燃焼室へ供給する。燃料と酸化剤の一部はガス発生器（GAS GENERATOR）に送り込まれ、ここで発生した燃焼ガスでポンプと直結したタービン（TURBINE）を駆動させる（ガス発生器式方式）。タービンの出力は41メガワット（5万5,000馬力）、回転数は5,500rpmで、毎秒976リットル（788kg）の燃料と1,565リットル（1,789kg）の液体酸素を燃焼室に供給する。タービン駆動ガスの温度は816℃、液体酸素の温度はマイナス184℃であるから、ターボポンプはちょうど1,000℃もの温度差にさらされることになる。タービンの軸受けの潤滑と冷却には、燃料のケロシンが使用される。

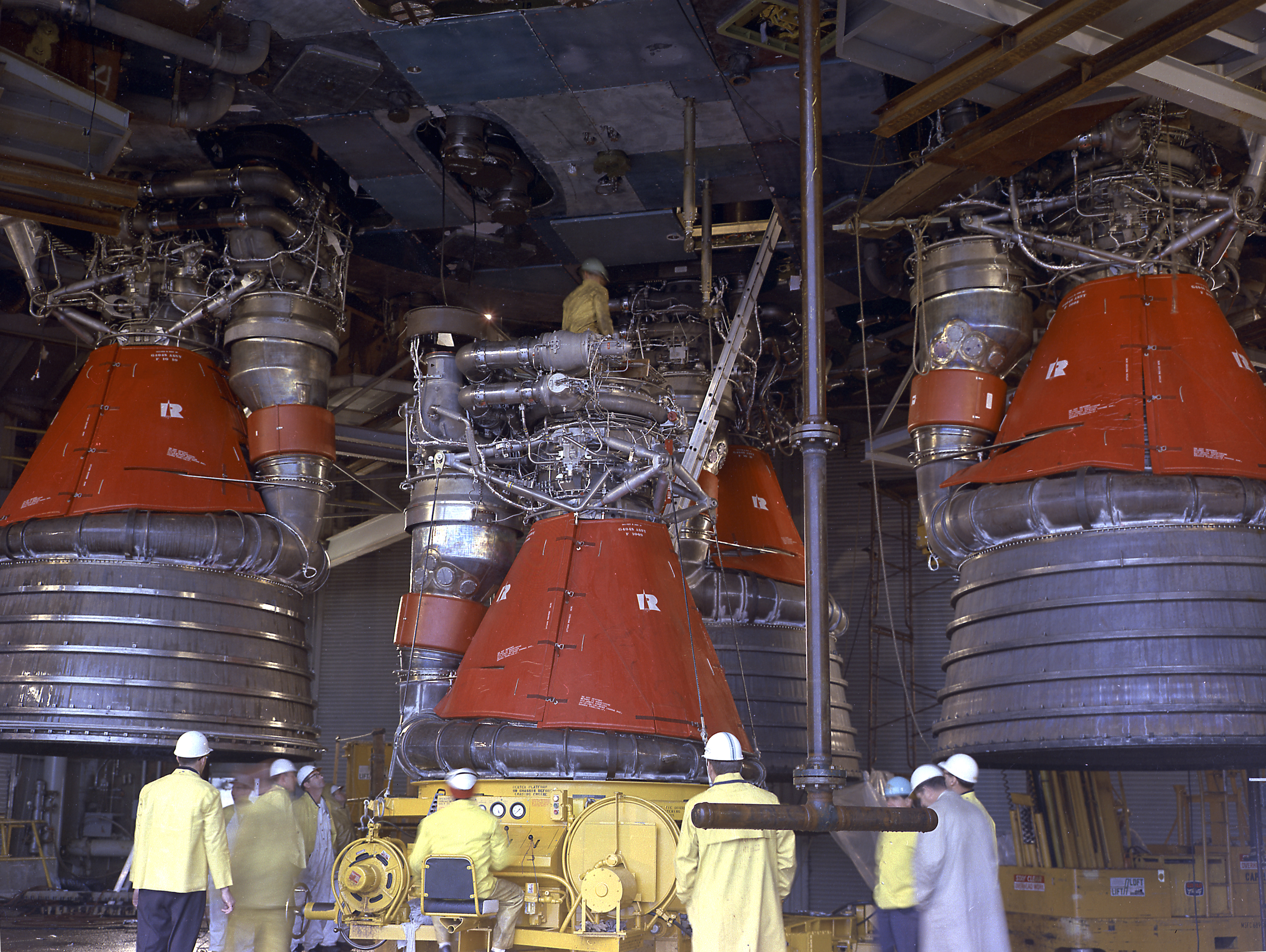
サターンV 型ロケット第一段S-ICに設置されようとしているF-1エンジン

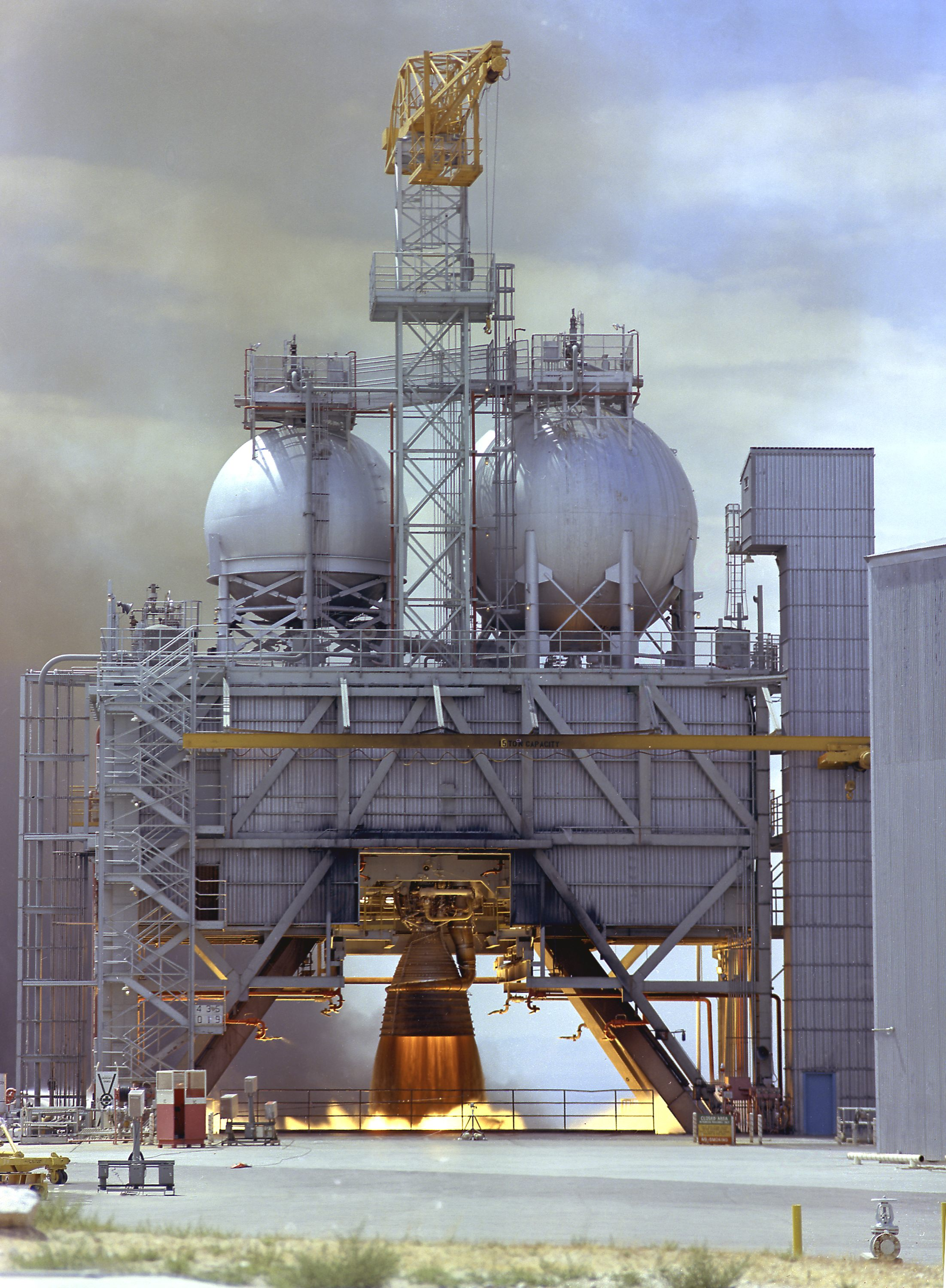
エドワーズ空軍基地での燃焼試験

燃焼室の下には、全長のおよそ半分を占めるノズルがある。ノズルは下に行くほど裾が広がり、膨張比は10:1から16:1である。またターボポンプを駆動した排気ガスは、熱交換器（HEAT EXCHANGER）を通り、タービンガス排気管（TURBINE EXHAUST MANIFOLD）からノズルの中に噴射される。この排気ガスは燃焼ガスの3,200℃にも達する高温からノズルを守るために十分低温なのでノズルの壁の表面に薄い膜を作り高温からノズルスカートを守る（図解参照）。
F-1の推力は1基が679トン（6.7MN）で、スペースシャトルのメインエンジン（SSME）3基を合計したものよりも大きい。サターンV では5基のエンジンが2分半燃焼し、高度68km、時速9,920km（マッハ8）にまで到達させる。これを馬力に換算すると、およそ1億6,000万馬力になる。ロケット全体の燃料の消費率は毎秒1万2,710リットルで、長さ25m×幅15m×深さ1mの小学校のプールを、約30秒で空にする能力を持っている。
ロケットダイン社でE-1/F-1エンジンのポンプの設計に携わったErnest A. Lamontの手書きの計算書類が残されており、彼はロケットエンジンの成否はポンプの設計の可否にかかっていたと述べた。

### 詳細
|              | アポロ4、6、8号で使用されたもの | アポロ9号で使用されたもの      |
| ------------ | ------------------------------- | ------------------------------ |
| 海面推力     | 675トン（6.67 MN）              | 689トン（6.77 MN）             |
| 燃焼時間     | 150秒                           | 165秒                          |
| 海面比推力   | 260秒（2.55 kN·s/kg）           | 263秒（2.58 kN·s/kg）          |
| 乾燥重量     | 8,353 kg                        | 8,391 kg                       |
| 装備重量     | 9,115 kg                        | 9,153 kg                       |
| 全高         | 5.79 m                          | 5.79 m                         |
| 直径         | 3.76 m                          | 3.76 m                         |
| 膨張比       | 16:1                            | 16:1                           |
| 燃料/酸化剤  | ケロシン / 液体酸素             | ケロシン / 液体酸素            |
| 燃焼室圧力   | 7.0 MPa                         | 7.0 MPa                        |
| 混合比       | 2.27(酸化剤) : 1(燃料)          | 2.27(酸化剤) : 1(燃料)         |
| 製造         | NAA / ロケットダイン            | NAA / ロケットダイン           |
| 使用ロケット | サターンV 型ロケット第一段S-IC  | サターンV 型ロケット第一段S-IC |

## アポロ計画におけるF-1の発展

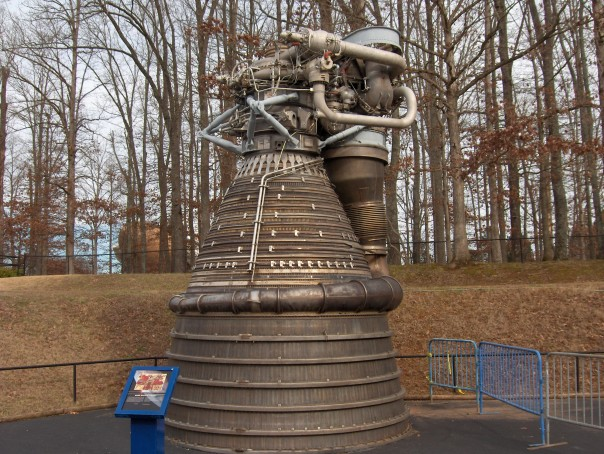
アラバマ州ハンツビルの合衆国宇宙ロケットセンターに展示されているF-1

F-1の推力や能力は、アポロ計画後期の飛行でサターンV のペイロード（搭載能力）を増加させる必要があったために、アポロ8号とアポロ17号の間でかなり向上した。エンジンの性能は、それぞれの飛行の性格により若干の差はあったが、アポロ15号を例にとると、
- 海面推力（エンジン1基あたり）：703.6トン（6.909MN）
- 海面推力（第一段S-IC全体）：3,518トン（34.55MN）
- 燃焼時間：159秒
- 比推力：264.72秒
- 混合比：1:2.2674

であったが、ロケットエンジンの推力は、単純に数字だけで比較することはできない。アポロ15号の場合、実際に計測された推力は3,544トン（エンジン1基あたり709トン）で、設計値よりも明らかに大きかった（詳細についてはS-IC 推力比較を参照）。

## アポロ計画後のF-1
ロケットダイン社は1960年代中にF-1の改造計画を行なっていて、実際にそれはF-1Aとなって実現した。F-1Aは外見的にはF-1とほとんど変わらないが、軽量化された上に推力は大幅に増強（921トン）され、後期アポロ計画でサターンV に使用される予定だったが、アポロ計画そのものが中止されたため実際に飛行することはなかった。
第一段に8基のF-1を使用する、ノヴァ・ロケットの開発が提案されたこともあった。またF-1を基礎にした新たな使い捨て型ロケット開発に関する提案も、1970年代から今日に至るまで数多く出されてきたが、いずれも研究段階から先に進むことはなかった。
1980年代半ばにF-1を搭載するジャーヴィスがヒューズ・エアクラフトとボーイングとアメリカ空軍(USAF)/アメリカ航空宇宙局 (NASA) 先進的打上げシステム調査との共同で提案されたが実現しなかった。
F-1の海面推力6.7MNというのは、ソビエト連邦のRD-170エンジンが現れるまで、液体燃料ロケットとしては世界で最も強力なものであった。RD-170は、外観的には4基のエンジンが集まっているように見えるが、実際には1台のターボポンプで燃料と酸化剤を4基の燃焼室とノズルに送り込むものである。全体を1基のエンジンとして見れば、かつて開発されたものの中では最も強力な液体燃料ロケットであるが、ポンプから燃焼室・ノズルを一つのまとまりとして見てみれば、実際に飛行したものとしてはF-1が依然として世界で最も強力な液体燃料ロケットである。また固体燃料ロケットも含めれば、海面推力1,400トン（13.8MN）のスペースシャトルの固体燃料補助ロケット（SRB）のような、さらに強力なものも存在する。
プラット&ホイットニー ロケットダインとダイネティクスはスペースシャトルの引退後のNASAの次の有人打ち上げ機用の"advanced booster competition"にアポロ計画でのサターンVの1段目の動力である液体酸素/RP-1を推進剤とするF-1から派生したF-1Bを2基備える予定の"ピュリオス"として知られるブースターの設計を備えたスペース・ローンチ・システムに参入した。2012年に低軌道へ150トン(t)、130 tのSLS Block IIを低軌道に投入可能でさらに20 t投入可能な双発のPyriosブースターがSLS Block II用に選択された。 2013年にF-1 エンジンを元にした改良型であるF-1Bエンジンは効率が改善され部品点数が減り費用対効果が高まったと報告された。 それぞれのF-1Bは海面高度で推力1,800,000 lbf (8.0 MN)を生み出し、初期のF-1エンジンの推力である1,550,000 lbf (6.9 MN)を上回る。

## 海底から発見されたエンジン

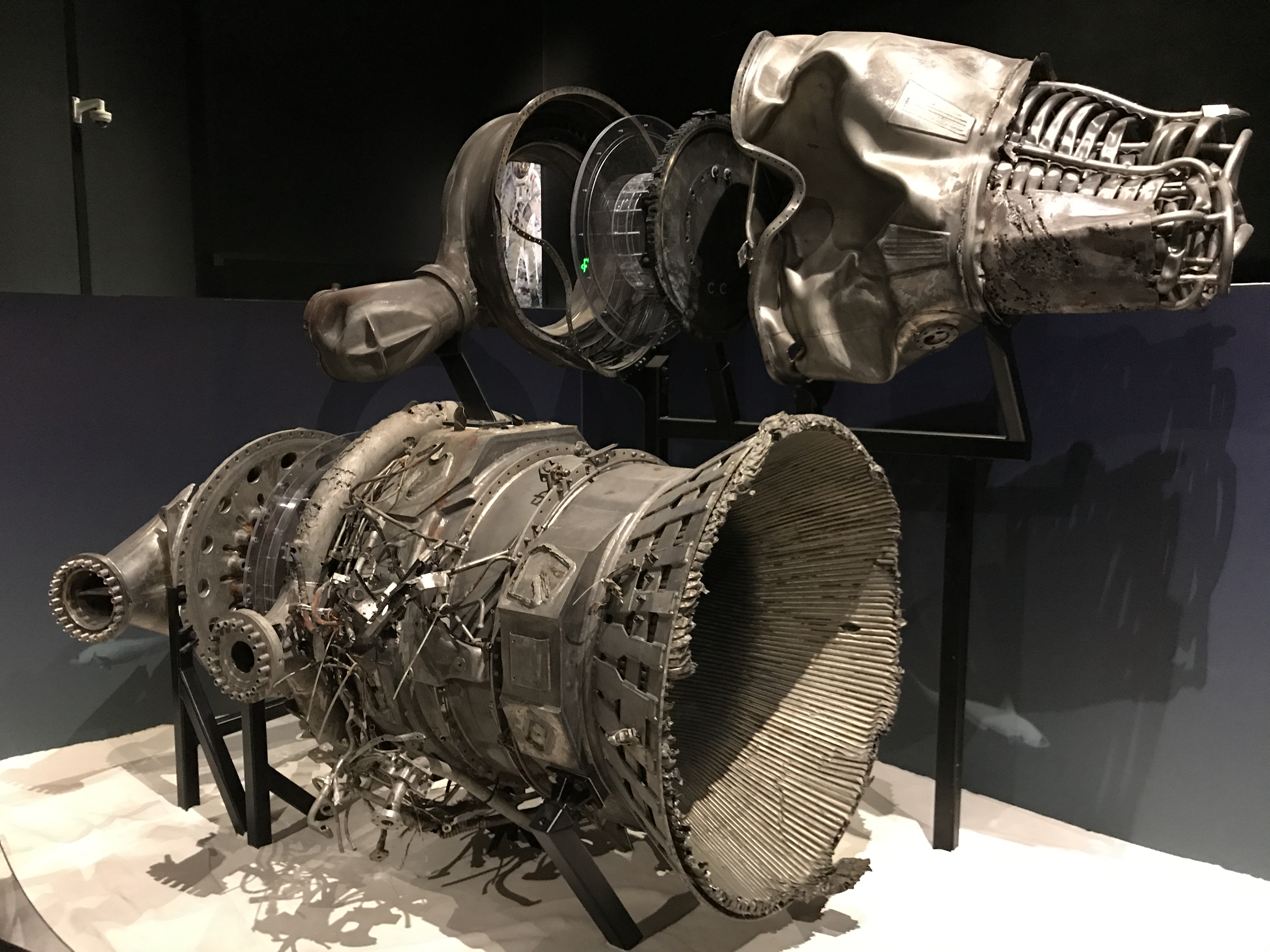
ミュージアム・オブ・フライトで展示されているF-1エンジン。

Amazon.comのCEOであるジェフ・ベゾスは、2012年3月に、私財を投じて個人的な探査を行い、サターンVロケットのF-1エンジン5基を大西洋の海底約4,267mで発見したことを明らかにした。これらのエンジンは、2013年3月には、無人潜水艇を使って引き上げられた。その後、修復と腐食防止作業が行われていたが、確認されたシリアルナンバーから、アポロ11号で使われたF-1エンジンであったことが確認された。
修復作業の終了後、シアトルのミュージアム・オブ・フライトに寄贈され一般公開されている。